# Plexippoides jinlini
Plexippoides jinlini là một loài nhện trong họ Salticidae.
Loài này thuộc chi Plexippoides. Plexippoides jinlini được Yang, Zhu & Da-xiang Song miêu tả năm 2006.